# 欧热诺波利斯
欧热诺波利斯是巴西米纳斯吉拉斯州的一个市镇。总面积310.538平方公里，总人口10291人，人口密度33.1人/平方公里。